# Elias Neubauer
Elias Neubauer (* 18. Mai 2002) ist ein österreichischer Fußballspieler.

## Karriere
Neubauer begann seine Karriere beim UFC Jennersdorf. Im Februar 2017 wechselte er zum SC Fürstenfeld. Bei Fürstenfeld rückte er zur Saison 2017/18 in den Kader der achtklassigen Reserve. Im April 2018 debütierte er dann auch für die Kampfmannschaft Fürstenfelds in der Landesliga. In seiner ersten Spielzeit in der Steiermark kam er zu zwei Landesligaeinsätzen und zu zwölf in der 1. Klasse. Mit Fürstenfeld II stieg er zu Saisonende in die Gebietsliga auf. In dieser absolvierte er in der Saison 2018/19 22 Partien, mit Fürstenfeld II gelang ihm der Durchmarsch in die Unterliga. Für die erste Mannschaft spielte er achtmal in der vierthöchsten Spielklasse. In der COVID-bedingt abgebrochenen Saison 2019/20 kam er zu zwölf Einsätzen in der Landesliga und zu sieben in der Unterliga. In der ebenfalls abgebrochenen Spielzeit 2020/21 spielte er viermal für die erste und zweimal für die zweite Mannschaft.
Zur Saison 2021/22 wechselte Neubauer zu den ebenfalls viertklassigen Amateuren des Zweitligisten SV Lafnitz. Nach 20 Einsätzen für die Amateure, in denen der Flügelstürmer zehnmal traf, debütierte er im April 2022 für die Profis in der 2. Liga, als er am 24. Spieltag jener Saison gegen die Young Violets Austria Wien in der 90. Minute für Daniel Gremsl eingewechselt wurde. Insgesamt kam er zu 23 Zweitligaeinsätzen für Lafnitz, in denen er viermal traf.
Im Februar 2024 kehrte er wieder zu Fürstenfeld in die Landesliga zurück. Für Fürstenfeld kam er bis Saisonende zu 15 Landesligaeinsätzen, in denen er achtmal traf. Zur Saison 2024/25 wechselte er zum Zweitligisten ASK Voitsberg. Für Voitsberg kam er bis zur Winterpause zu sieben Zweitligaeinsätzen. Im Jänner 2025 wurde er an den Regionalligisten SV Wildon verliehen. Für Wildon absolvierte er 15 Spiele in der Regionalliga, aus der der Verein aber zu Saisonende abstieg.
Zur Saison 2025/26 kehrte Neubauer anschließend nach Voitsberg zurück, das in seiner Abwesenheit in die Regionalliga abgestiegen war.